# 육동로 (인천)
육동로(Yukdong-ro)는 인천광역시 부평구 부평6동에 있는 도로로, 총 연장은 407m이다. 도로의 명칭이 유래된 것은 행정 구역인 부평6동의 이름을 사용하여 명명되었다.

## 역사
- 2009년 10월 19일 : 도로명으로 육동로를 고시

## 주요 경유지
- 부평구
  - 부평6동

## 접촉하는 도로
- 동수로
- 경인로 (국도 제46호선)
- 동수북로

## 주변 건물 및 시설
- 리첸시아 (육동로 1/부평동 655-46)
- LG홈타운 (육동로 10-3/부평동 653-38)
- 국공립 부평6동 어린이집 (육동로 13-3/부평동 657-29)
- 순광빌딩 (육동로 15/부평동 657-26)
- 수지빌딩 (육동로 30-1/부평동 605)
- 중성빌딩 (육동로 31-1/부평동 694-3)
- 오상자이엘빌딩 (육동로 36/부평동 604-15)